# Amphisbaena arda
Amphisbaena arda là một loài bò sát trong họ Amphisbaenidae. Loài này được Rodrigues mô tả khoa học đầu tiên năm 2003.